# فراری ۸۱۲ سوپرفست
فراری ۸۱۲ سوپرفست (به انگلیسی: Ferrari 812 superfast) یک سوپر اسپورت موتور جلو–محور عقب ساخت شرکت ایتالیایی فراری است. این خودرو در نمایشگاه ژنو سال ۲۰۱۷ رونمایی شده است. ۸۱۲ سوپرفست جانشین اف۱۲ برلینتا است.

## مشخصات فنی

### موتور

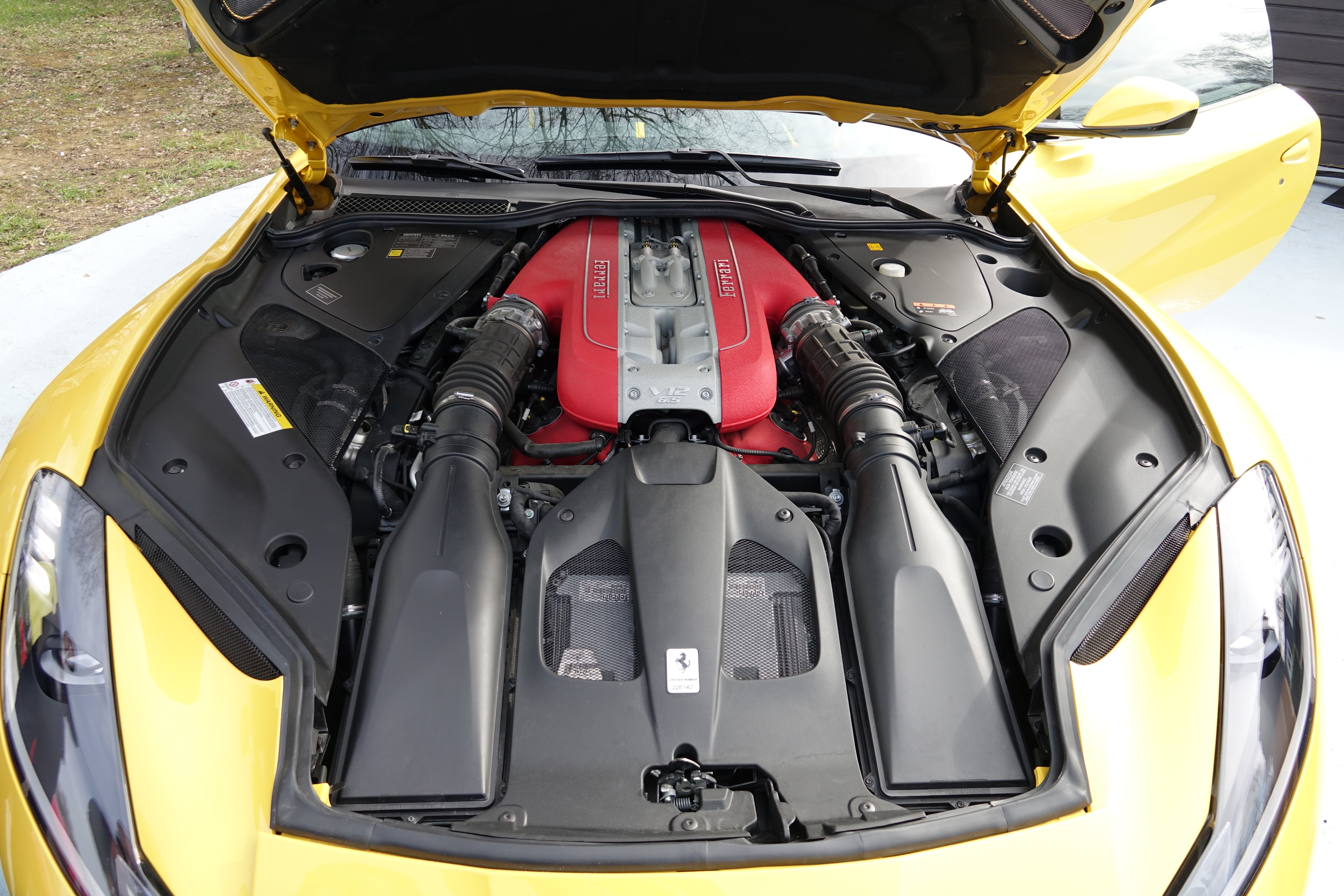
موتور ۶٫۵ لیتری اف۱۴۰جی‌ای وی۱۲

۸۱۲ سوپرفست دارای ۶٬۴۹۶ سانتی‌متر مکعب (۶٫۵ لیتر) اف۱۴۰جی‌ای وی۱۲ است که یک نسخهٔ بزرگ شده از موتور ۶٫۳ لیتری مورد استفاده در اف۱۲ برلینتا است. توان خروجی ۸۰۰ اسب بخار متری (۵۸۸ کیلووات؛ ۷۸۹ اسب بخار) در ۸٬۵۰۰ دور در دقیقه و ۷۱۸ نیوتن متر (۵۳۰ پوند-فوت) گشتاور در ۷٬۰۰۰ دور در دقیقه تولید می‌کند. طبق گفته فراری در سال ۲۰۱۸، موتور ۸۱۲ سوپرفست، در آن زمان، قدرتمندترین موتور خودروی تولیدی تنفس طبیعی بود که تا به‌حال ساخته شده بود. از فناوری شارژ توربو یا هیبریدی برخوردار نیست. خودروهایی که در سال ۲۰۱۹ یا قبل از آن ساخته شده بودند دارای فیلتر ذرات بنزین نبودند، درحالی‌که خودروهای ساخته شده در سال ۲۰۲۰ یا پس از آن اکنون مجهز به دستگاه آلایندگی هستند.

### جعبه‌دنده
جعبه‌دندهٔ ۸۱۲ سوپرفست یک جعبه‌دندهٔ ۷ سرعته خودکار دوکلاچه است که برای فراری توسط مگنا پی‌تی بر اساس جعبه‌دندهٔ استفاده شده در مدل ۴۵۸ ساخته شده است.

### چرخ‌ها
۸۱۲ سوپرفست دارای چرخ‌های ۲۰ اینچی در جلو و عقب است. لاستیک‌ها پیرلی پی زیرو با کد ۲۷۵/۳۵ ZR ۲۰ برای لاستیک‌های جلو و ۳۱۵/۳۵ ZR ۲۰ برای عقب هستند. ترمزها از نوع کربن سرامیک دیسکی برمبو اکستریم دیزاین هستند که فراری ادعا می‌کند که عملکرد ترمزگیری آنها ۵٫۸ درصد از سرعت ۱۰۰ کیلومتر در ساعت به صفر کیلومتر در ساعت در مقایسه با اف۱۲ برلینتا بهبود یافته است. ترمزها از لافراری به عاریه گرفته شده‌اند، با قطر ۳۹۸ میلیمتر (۱۵٫۷ اینچ) در جلو و ۳۶۰ میلیمتر (۱۴٫۲ اینچ) در عقب.

### آیرودینامیک
این خودرو شامل ترکیبی از آیرودینامیک فعال و غیرفعال برای بهبود مقادیر ضریب درگ نسبت به اف۱۲ برلینتا است. جلوی خودرو برای افزایش نیروی رو به پایین طراحی شده است و شامل ورودی‌هایی برای خنک‌کنندهٔ ترمز جلو و همچنین کانال‌هایی برای افزایش جریان هوای زیر بدنه است. کاپوت خودرو همچنین دارای بای پس‌های هوا برای انتقال هوا به کنار خودرو برای نیروی رو به پایین و راندمان هوا بیشتر است. دیفیوزر عقب ۸۱۲ سوپرفست دارای فلپ‌های فعالی است که می‌توانند در سرعت‌های بالا باز شوند تا کشش را کاهش دهند.

### عملکرد
فراری ادعا می‌کند که ۸۱۲ سوپرفست حداکثر سرعت ۳۴۰ کیلومتر بر ساعت (۲۱۱ مایل بر ساعت) با شتاب ۰–۱۰۰ کیلومتر بر ساعت (۰–۶۲ مایل بر ساعت) ۲٫۹ ثانیه دارد. این خودرو دارای نسبت قدرت به وزن ۲٫۱۸ کیلوگرم (۴٫۸۱ پوند) در هر اسب بخار (PS) است. ۸۱۲ سوپرفست اولین فراری مجهز به EPS (فرمان برقی الکترونیکی) است. همچنین سیستم فرمان چرخ عقب (Virtual Short Wheelbase 2.0) که از نسخه محدود اف۱۲ تی‌دی‌اف قرض گرفته شده است، مشترک است. توزیع وزن خودرو ۴۷ درصد جلو و ۵۳ درصد عقب است. این خودرو در اطراف پیست مسابقه فیورانو ۱:۲۱٫۵۰ لپ تایم ثبت کرده است که ۰٫۵۰ ثانیه عقب‌تر از اف۱۲ تی‌دی‌اف متمرکز بر پیست است.

## طراحی
طراحی بر اساس اف۱۲ برلینتا، با برخی نشانه‌های ظاهری جدید مانند چراغ‌های جلوی فول ال‌ای‌دی، دریچه‌های هوا روی کاپوت، چراغ‌های عقب چهارگانه دایره‌ای و دیفیوزر عقب همرنگ بدنه است. طراحی دو جعبه و دم بلند این خودرو شبیه به مدل ۳۶۵ دایتونا است که طرحی از پینینفارینا است، اگرچه این خودرو در مرکز طراحی فراری طراحی شده است.
فضای داخلی ۸۱۲ سوپرفست هم از اف۱۲ برلینتا قبلی و هم از فضای داخلی لافراری، به‌ویژه شکل و موقعیت دریچه‌های هوا و خطوط داشبورد الهام گرفته شده است.
به‌عنوان بخشی از طراحی مدل پرچم‌دار فراری، دسته کنترل مرکزی ۸۱۲ سوپرفست همچنان فاقد نمایشگر مرکزی اطلاعات سرگرمی است که در مدل‌های سطح پایه مانند جی‌تی‌سی۴ لوسو و پورتوفینو وجود دارد و تنها نمایشگر دمای کوچکی را برای سیستم کنترل آب و هوا حفظ می‌کند و همه وسایل نقلیه را تقسیم می‌کند. اطلاعات وضعیت در میان دسته ابزار چند منظوره راننده و همچنین صفحه نمایش لمسی سمت سرنشین بالای قسمت محفظه دستکش نمایش داده می‌شود.
مانند برخی از مدل‌های قبلی، ۸۱۲ سوپرفست را می‌توان با مجموعه چمدان چند تکه با طراحی خاص، با برچسب نام مدل، که در صندوق عقب خودرو قرار می‌گیرد، سفارش داد.

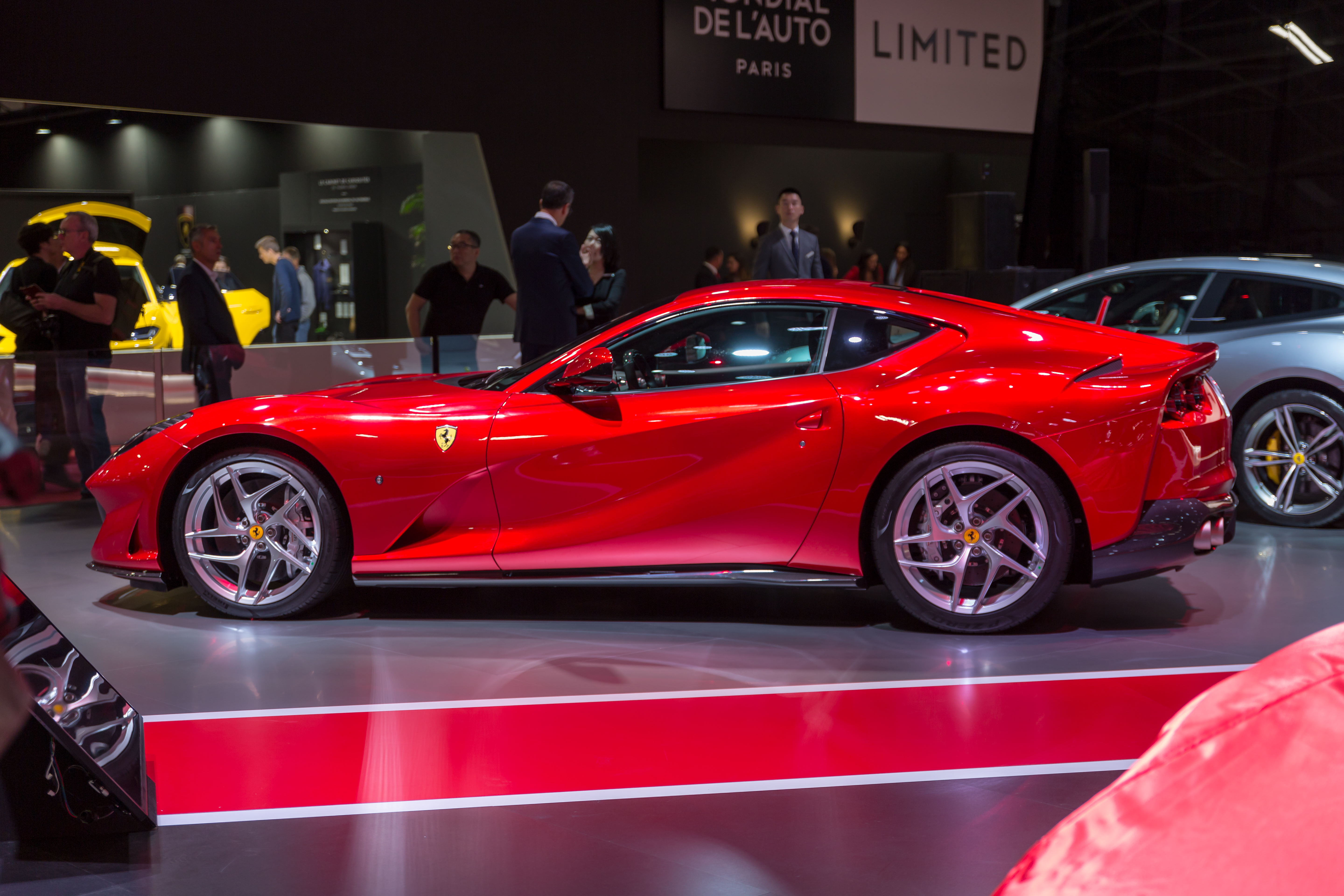
مشخصات جانبی ۸۱۲ سوپرفست
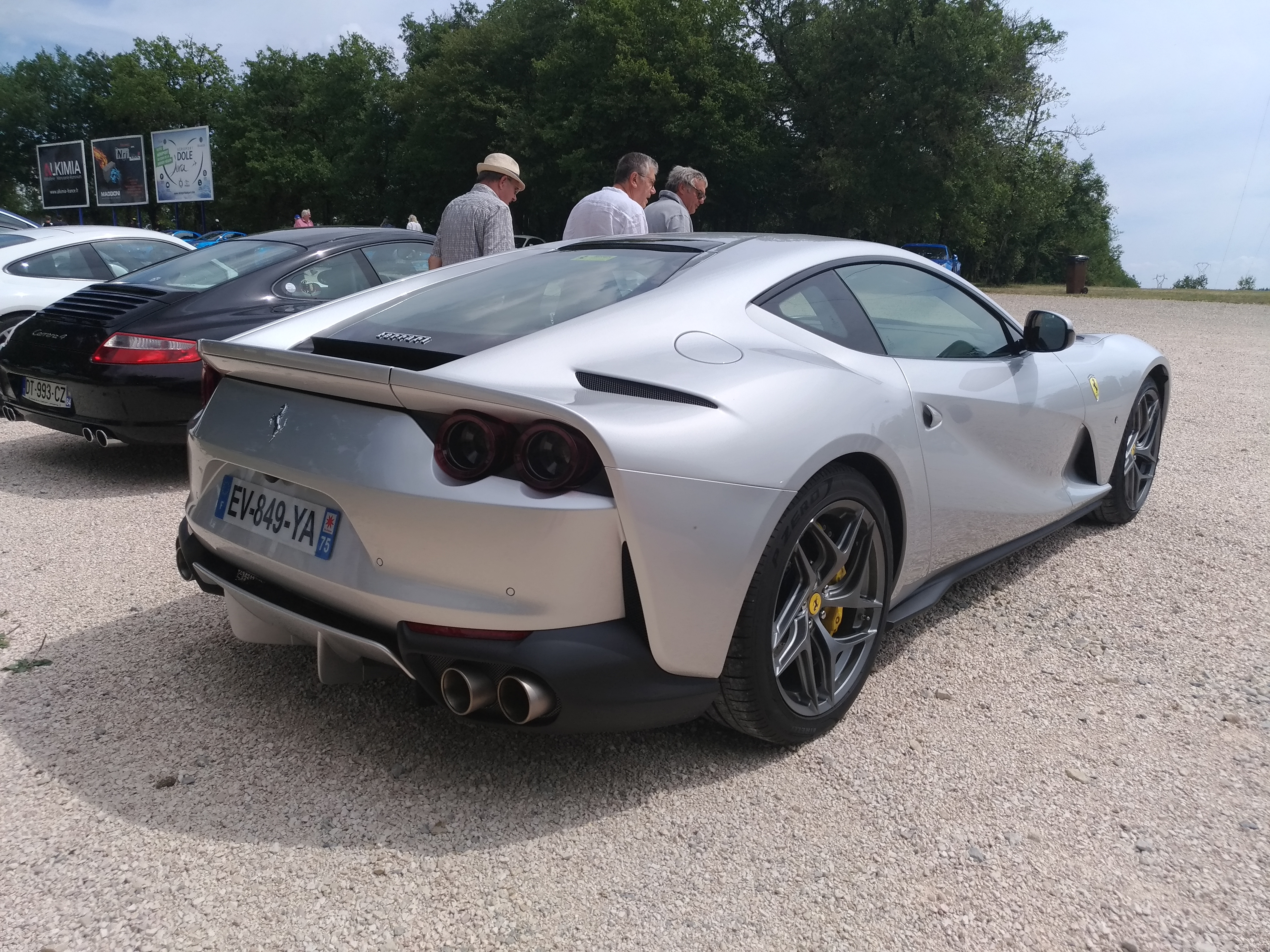
نمای ۳/۴ عقب که چراغ‌های عقب چهارگانه و دیفیوزر رنگی بدنه را نشان می‌دهد
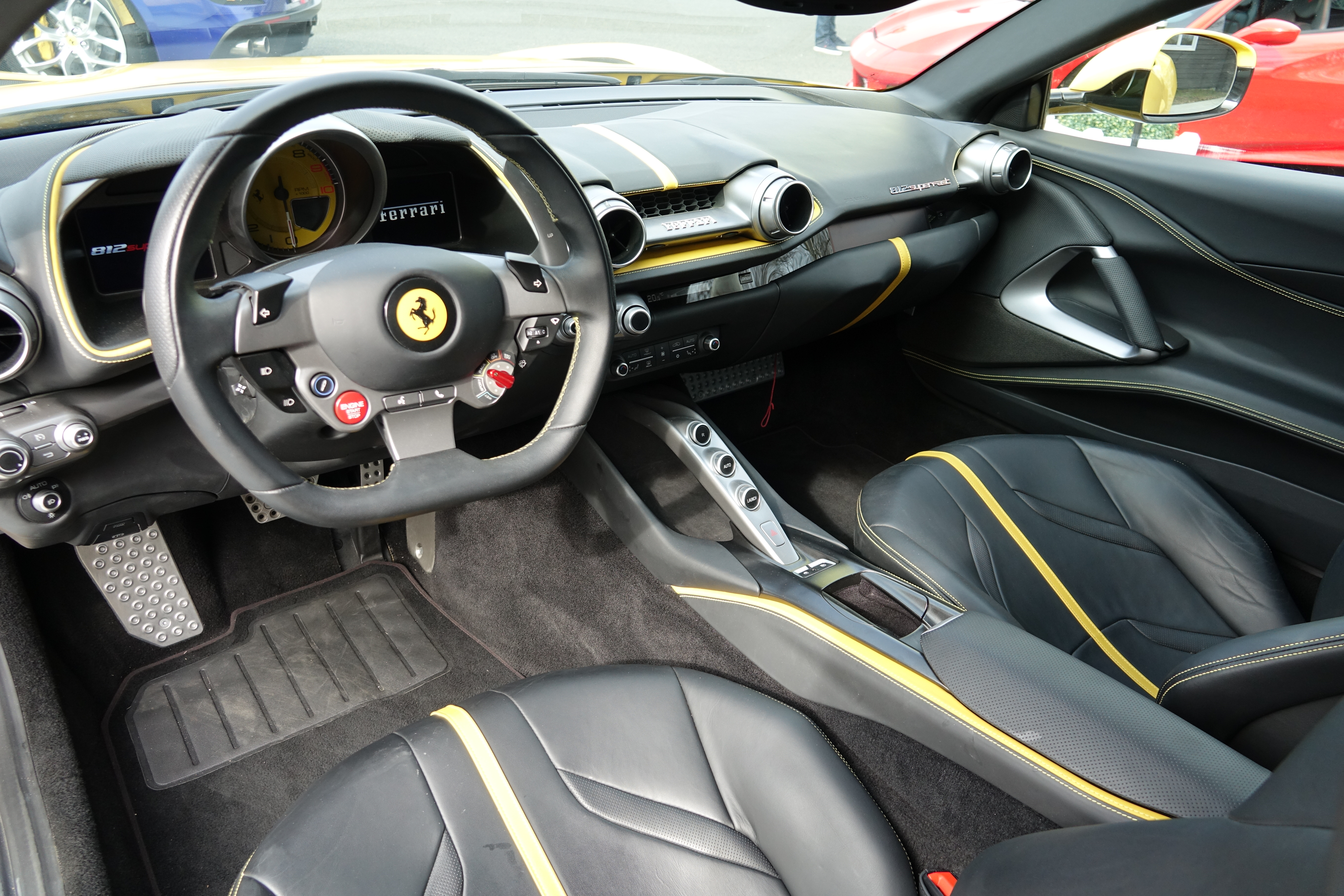
داخل

## ۸۱۲ جی‌تی‌اس
فراری ۸۱۲ جی‌تی‌اس که در سپتامبر ۲۰۱۹ رونمایی شد، نسخه روباز ۸۱۲ سوپرفست است. این اولین مدل کانورتیبل تولیدی سری وی۱۲ با موتور جلو است که توسط فراری در ۵۰ سال گذشته ارائه شد، زیرا انواع کانورتیبل ۵۵۰، ۵۷۵ و ۵۹۹ مدل‌های نسخه محدودی بودند که فقط برای مشتریان خاص در نظر گرفته شده بودند.
تکیه‌گاه‌های بزرگ عقب موجود در عقب، سقف سخت تاشو را در زیر پوششی که بین آنها وجود دارد، در زمانی که استفاده نمی‌شود نگه می‌دارند. صفحه سخت الکترونیکی ۱۴ ثانیه طول می‌کشد تا کار کند و تا سرعت ۴۵ کیلومتر بر ساعت (۲۸ مایل بر ساعت) قابل اجرا است.

وزن جی‌تی‌اس به‌دلیل اجزای تقویت‌کننده شاسی ۷۵ کیلوگرم (۱۶۵ پوند) بیشتر از سوپرفست است، اما عملکرد یکسانی دارد. اجزای مکانیکی از جمله موتور مانند سوپرفست باقی می‌مانند به جز جعبه‌دنده که نسبت‌های دنده کوتاه‌تری برای بهبود پاسخ خودرو به ورودی‌های دریچه گاز دارد. سیستم تزریق فشار قوی موتور تعداد ذرات منتشر شده را قبل از گرم شدن مبدل کاتالیزوری کاهش می‌دهد. همچنین یک فیلتر جدید ذرات بنزین و یک سیستم استاپ استارت برای بهبود مصرف سوخت وجود دارد. سایر ویژگی‌های مشترک با سوپرفست شامل صفحه Manettino، کنترل زاویه لغزش کناری و وزن متغیر فرمان است. این خودرو از نظر آیرودینامیکی به منظور از بین بردن هرگونه تلاطم ناشی از از بین رفتن سقف ثابت اصلاح شده است.

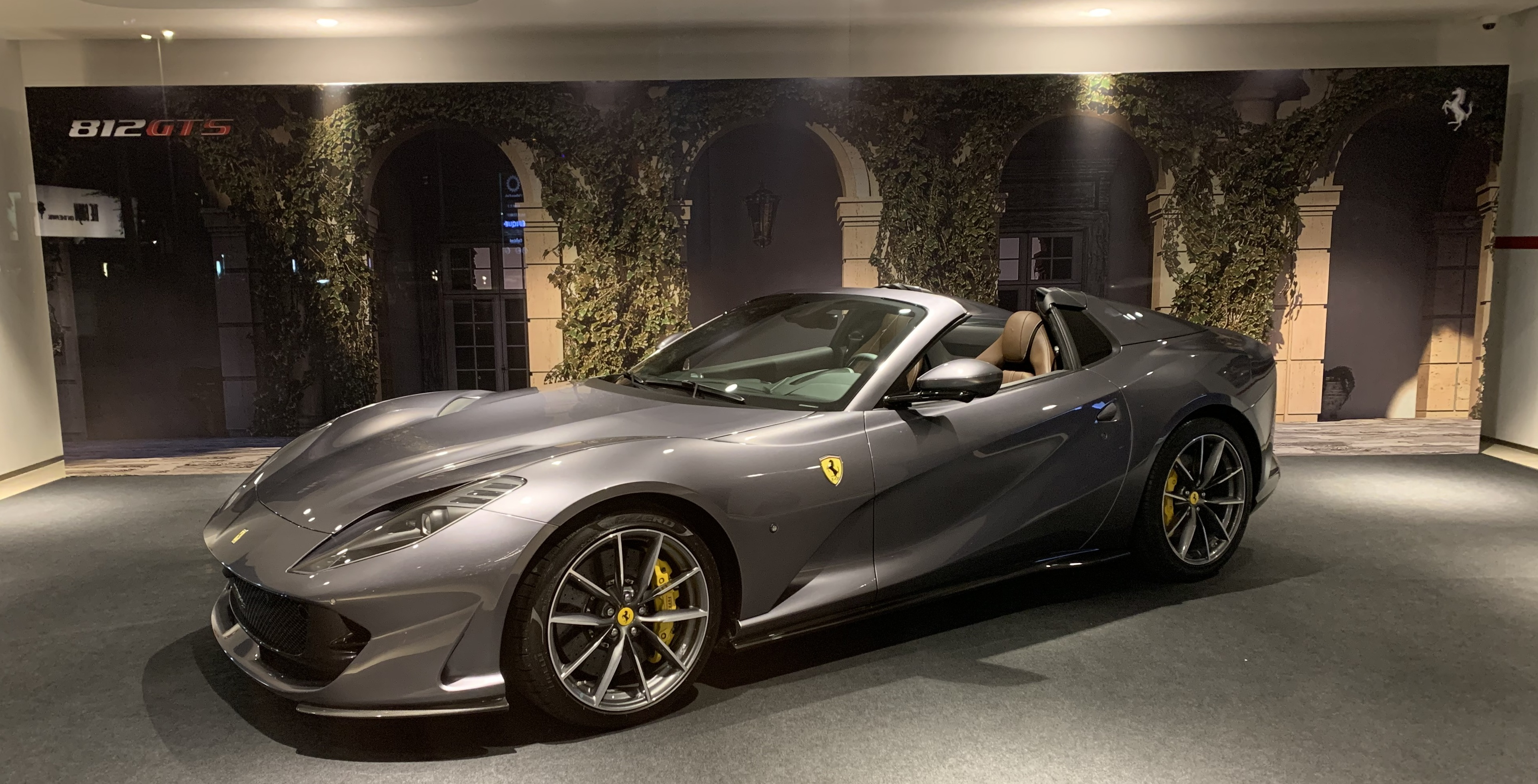
۸۱۲ جی‌تی‌اس

## ۸۱۲ کامپتیزیونه و کامپتیزیونه آ
در ۵ مه ۲۰۲۱، فراری یک نسخه تولید محدود و متمرکز در پیست به نام کامپتیزیونه از ۸۱۲ سوپرفست ارائه کرد، این نسخه همراه با نسخه پایین‌تر آن، کامپتیزیونه آ (برای آپرتا، نام فراری برای مدل‌های سقف باز محدود، ترجمه «باز» در ایتالیایی). هر دو نسخه دارای نسخه قدرتمندتر ۶٫۵ لیتری وی۱۲، ارتقای آیرودینامیکی گسترده و معرفی سیستم فرمان چهار چرخ مستقل هستند. موتور ارتقا یافته دارای قدرت ۸۳۰ اسب بخار متری (۶۱۰ کیلووات؛ ۸۱۹ اسب بخار) در ۹٬۲۵۰ دور در دقیقه و گشتاور ۶۹۲ نیوتن متر (۵۱۰ پوند-فوت) در ۷۰۰۰ دور در دقیقه و توانایی ۹٬۵۰۰ دور در دقیقه است.

۸۱۲ کامپتیزیونه و کامپتیزیونه آ جدیدترین نسخه‌های سکوی وی۱۲ برلینتا با موتور وسط جلو فراری هستند. آنها جانشین مستقیم اف۱۲ تی‌دی‌اف و ۵۹۹ جی‌تی‌او هستند. در مجموع، فقط ۹۹۹ کامپتیزیونه و ۵۹۹ کامپتیزیونه آ تولید خواهد شد و هر دو فروخته شده‌اند. مانند سایر مدل‌های محدود فراری، این خودروها فقط به مشتریانی اختصاص داده می‌شوند که معیارهای خاصی را دارند.

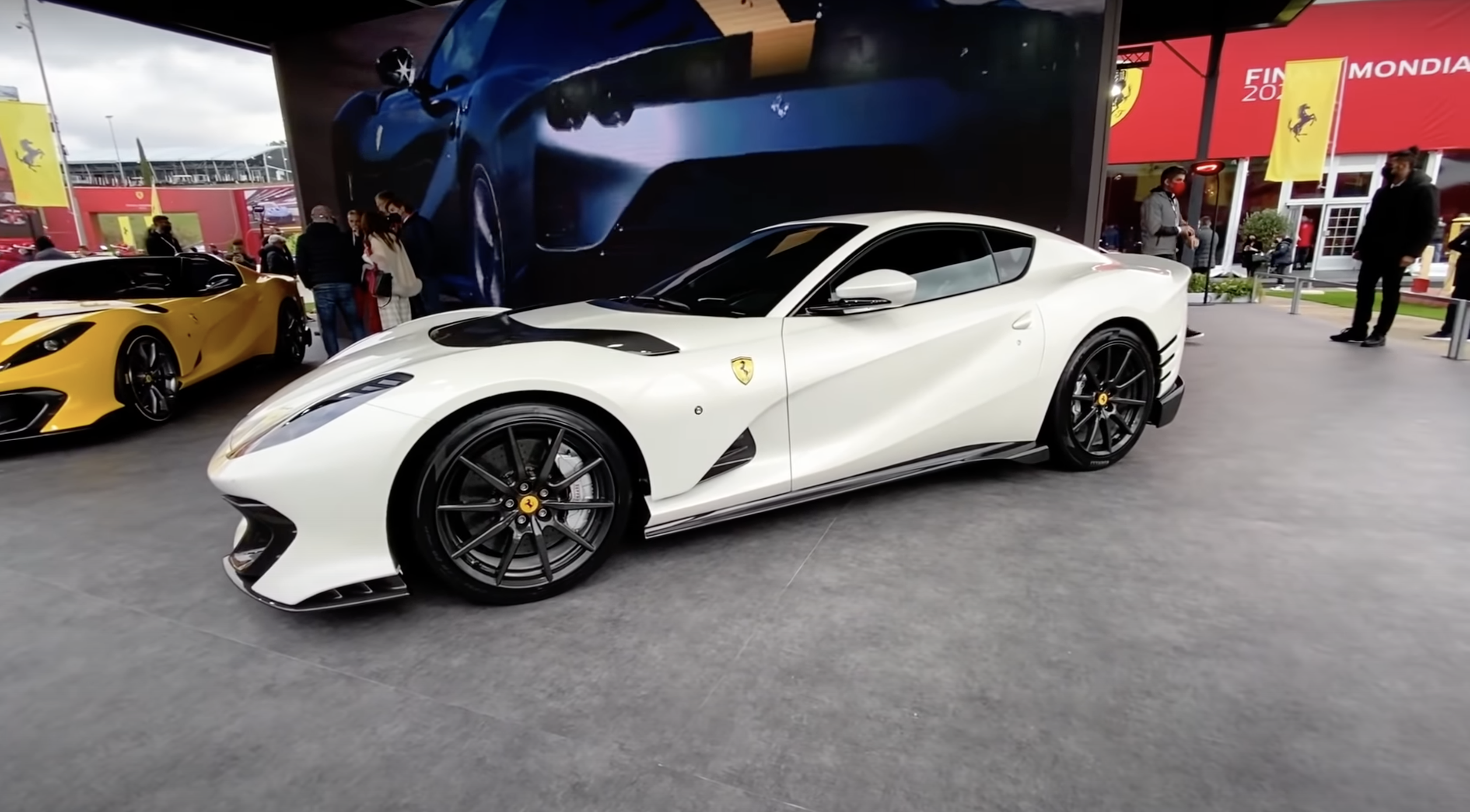
کامپتیزیونه با چرخ‌های آپشنال فیبر کربن
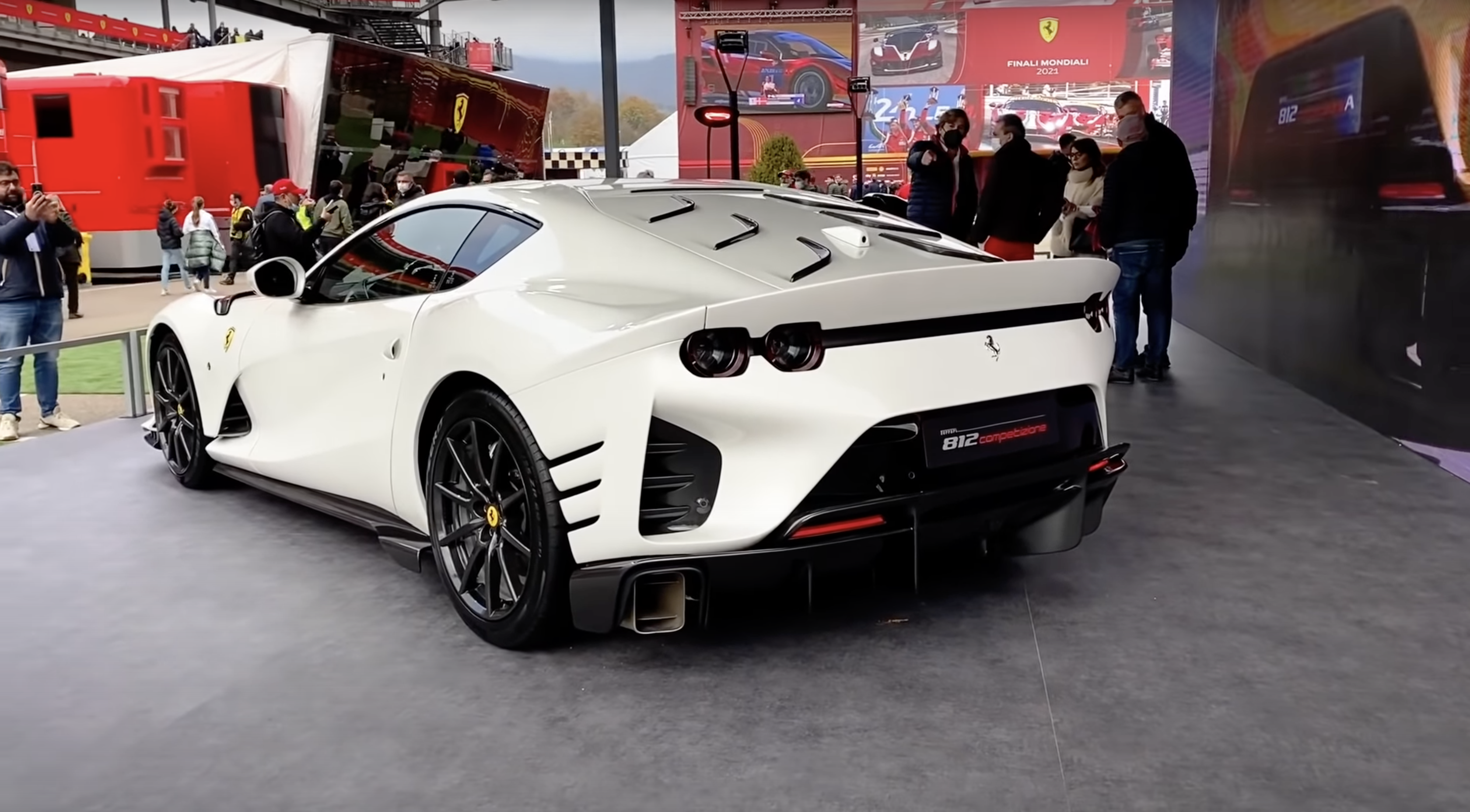
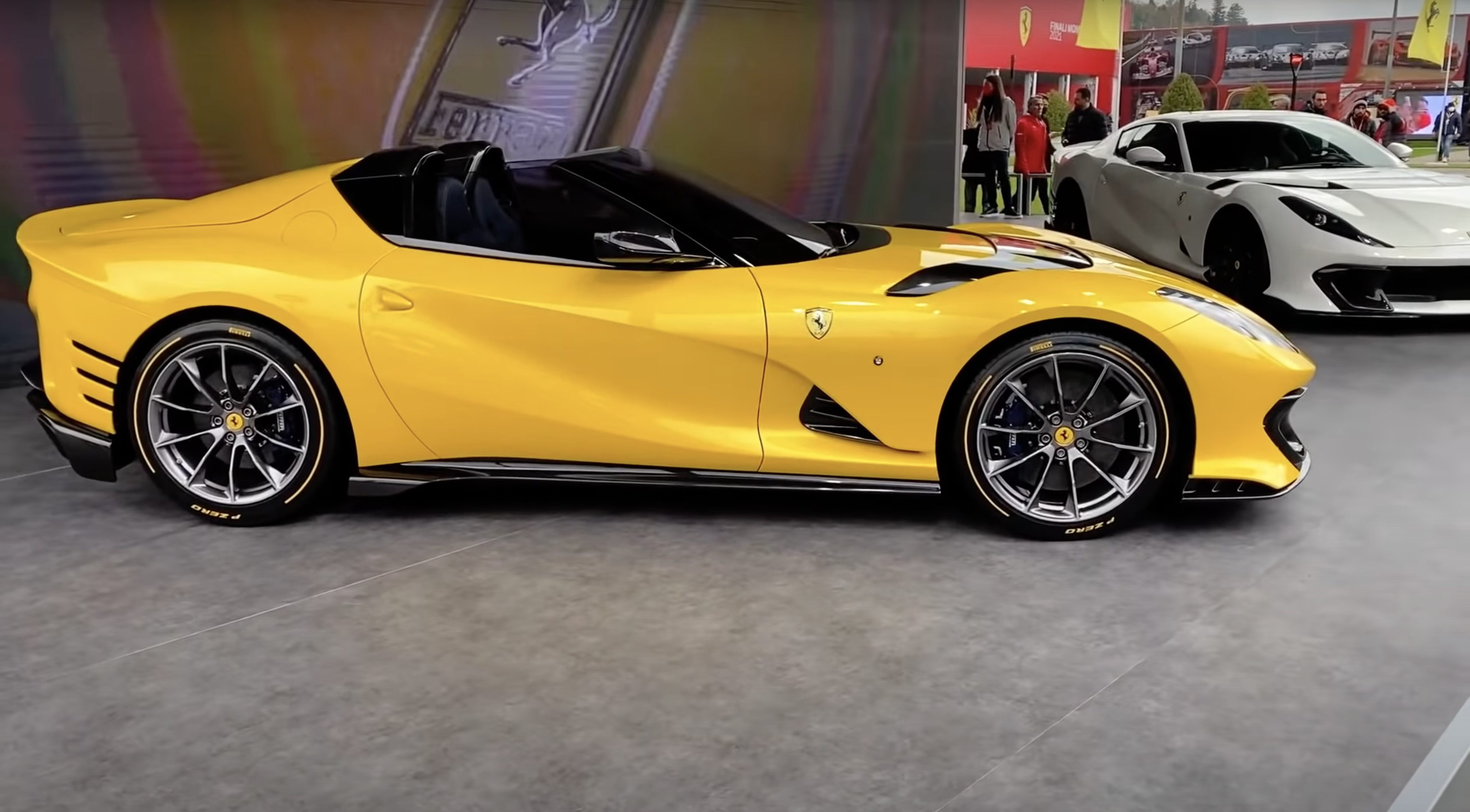
کامپتیزیونه آ
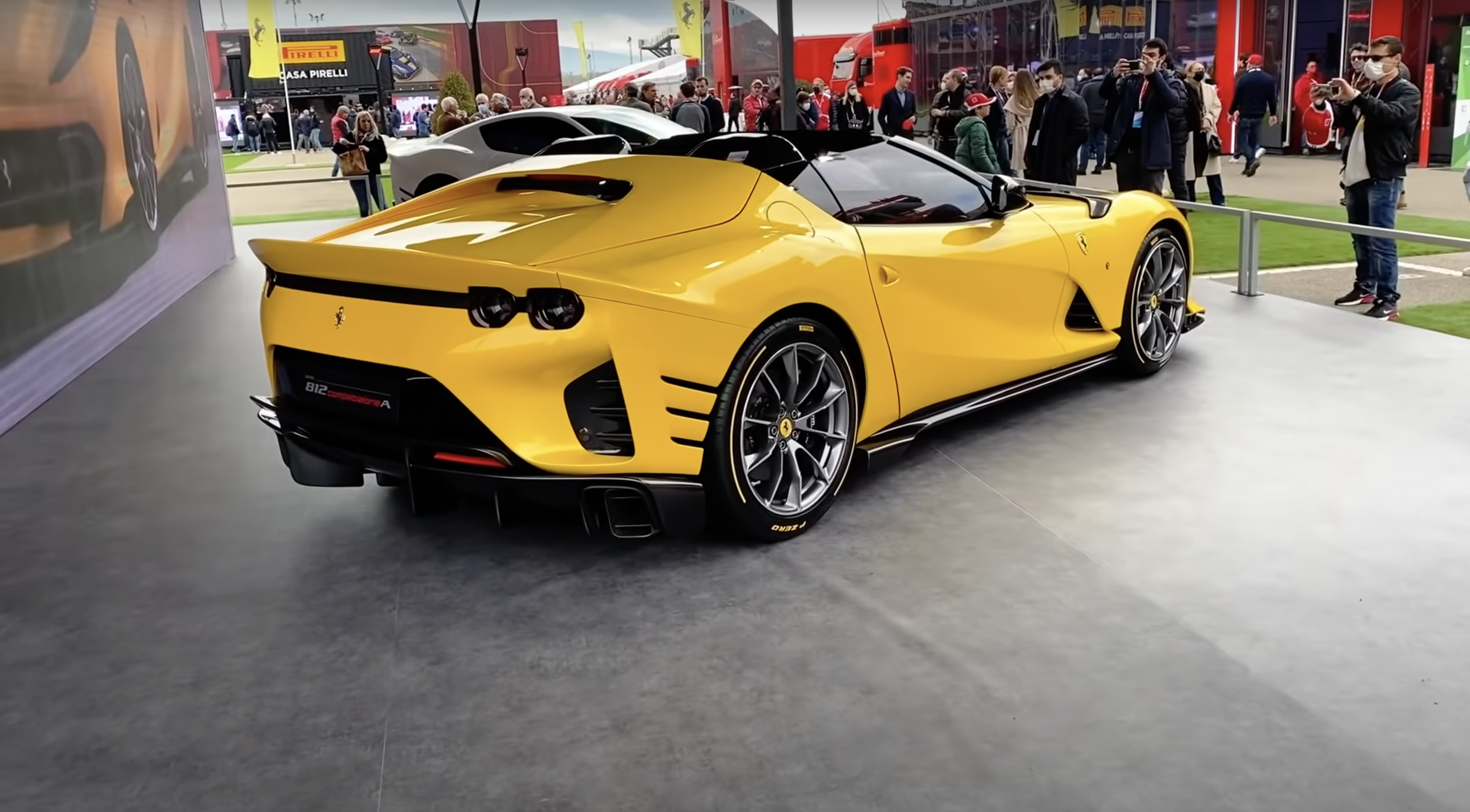